# آبشار اوسری
آبشار اوسری (به انگلیسی: Usri Falls) آبشاری است که در جارکند، هند واقع شده و ارتفاع کلی ریزشگاه آن ۱۲ متر (۳۹ فوت) است.